# Шуарыярви
Шуарыярви — озеро на территории Лендерского сельского поселения Муезерского района Республики Карелия.

## Общие сведения
Площадь озера — 0,9 км², площадь бассейна — 29,6 км². Располагается на высоте 180,3 метров над уровнем моря.
Форма озера продолговатая, вытянуто с северо-запада на юго-восток. Берега озера каменисто-песчаные, местами заболоченные.
Через ряд проток и озёр соединяется с озером Хатало, откуда также вытекает протока, впадающая в Малое Айтозеро, а из него — в озеро Тулос.
С востока в Шуарыярви втекает ручей, несущий воды из озёр Видаярви, Суариярви и ещё нескольких безымянных ламбин.
Населённые пункты возле озера отсутствуют. Ближайший — посёлок Кимоваара — расположен в 17 км к северо-востоку от озера.
Озеро расположено в 14 км от Российско-финляндской границы.
Код водного объекта в государственном водном реестре — 01050000111102000011158.